# 범어동 (대구)
범어동(泛魚洞)은 대구광역시 수성구의 법정동이다. 행정동으로는 범어1동·범어2동·범어3동·범어4동으로 나뉜다.

## 유래

### 동명 유래
- 대구부 수북면의 지역으로 조선시대 범어역(泛魚驛)이 있었으므로 범어 또는 역촌(驛村)이라고도 하였고, 1914년 달성군 수성면에 편입되었다가 1938년 10월 1일 대구구역이 확정됨에 따라 대구부에 편입되었다.
- 1500년 초 철원부사를 지낸 구수종이 정착하면서 일군 마을이라고 한다. 현재 범어천주교회가 있는 산이 붕어가 입을 벌리고 있는 모양을 하고 있었다 하며, 그 아래 냇물이 흐르고 있어 마치 고기가 떠 있는 모양 같다하여 마을이름을 뜰범(泛) 고기어(魚) 자를 써서 범어(泛魚)라고 했다고 전해온다.

### 자연부락 유래
- 야시골: 현재는 범어2동 범어시민공원지역으로 범어시민공원 지정 전 동편은 공동묘지로 6.25이전에는 인가가 거의 없었으며 남쪽 골짜기에는 야시(여우)가 많이 나타난다고 하여 야시골로 불렀다. 6.25 이후 피난민들의 판자집이 들어서면서도 계속 야시골로 불리다가 현재 범어시민공원의 일부로 공동묘지가 옮겨지고 신흥주택지역으로 타지역 주민들의 이주로 야시골의 명칭을 사용하는 사람이 없으며 범어시민 공원으로 불리고 있다.
- 배밀: 수로 변경 전 범어동 2148번지 밑 언덕으로 범어천 물길이 흐를 때 항상 조각배 두어 척이 드나들며 배가 닿았던 물가 언덕이라고 '배밀'이라고 칭했다. 현재 청구 성조아파트 부근이다.
- 다람뱅이: 수로변경전의 과거 범어천이 범어동 2148번지 언덕 밑으로 물이 돌아서 흘러가는 마을이라고 돌암뱅이라고 칭하던 것이 세월이 흐르면서 발음상 다람뱅이로 명칭이 바뀌었다. 현재는 수성4가 신천변전소 북동쪽 언덕 밑에 위치하였다.
- 수통골: 범어 남쪽에 있던 마을로 수통샘이 있어 수통골이란 마을 이름이 생겼다.
- 밤자골: 마을 뒤에 밤나무 산이 있었는데 높이가 116m나 되었다고 하며 밤나무가 많은 마을이라고 밤자골, 밤자산이라 했다.

## 연혁
- 1914년 대구부 수북면의 지역으로 조선시대 범어역(泛魚驛) 있어 범어 또는 驛村이라 부르다 행정구역 폐합에 따라 달성군 수성면에 편입
- 1938년 10월 1일 대구구역 확정으로 대구부에 편입
- 1949년 대구시로 명칭변경
- 1963년 동부출장소가 동구로 승격 대구시 동구로 편입
- 1975년 10월 1일 범어동이 범어1·2동으로 분동
- 1979년 8월 23일 범어2동이 범어2동과 범어3동 분동
- 1980년 4월 1일 수성구 신설(동구에서 분리)
- 1982년 9월 1일 범어1동이 범어1동과 범어4동으로 분동

## 교육
- 대구경동초등학교
- 대구동도초등학교
- 대구동산초등학교
- 대구동천초등학교
- 대구범어초등학교
- 동도중학교
- 정화중학교
- 경신중학교
- 경신고등학교
- 정화여자고등학교
- 대구여자고등학교
- 대구경북고등학교
- 수성구립 범어도서관

## 방송
- KBS대구방송총국

## 교통
- 수성구청역
- 범어역
- 수성구민운동장역

## 기관
- 수성구청
- 수성구의회
- 수성경찰서
- 대구고등법원·대구지방법원
- 대구고등검찰청·대구지방검찰청
- 대구일보 본사
- 한국교직원공제회 경북지부

## 주거

### 아파트
| 단지명                  | 건설사              | 시행사                                   | 주소                               | 입주                | 비고                 |
| ----------------------- | ------------------- | ---------------------------------------- | ---------------------------------- | ------------------- | -------------------- |
| 범어 센트럴 푸르지오    | 대우건설            | ㈜넵스키개발                             | 수성구 상록로 15                   | 2019년 9월          |                      |
| 범어 청구푸른마을       | ㈜청구              | 범어연립재건축조합                       | 수성구 동대구로 240                | 2000년 12월         | 범어연립1지구 재건축 |
| 범어 청구하이츠         | ㈜청구              | ㈜청구                                   | 수성구 청호로84안길 2              | 2000년 12월         |                      |
| 범어 청구성조타운       | ㈜청구              | ㈜성조주택                               | 수성구 국채보상로 846              | 1996년 6월          |                      |
| 범어 태왕아너스         | ㈜태왕              | ㈜우성아이엔씨                           | 수성구 상록로 41                   | 2006년 6월          |                      |
| 범어 롯데캐슬           | 롯데건설            | 롯데쇼핑                                 | 수성구 동대구로 300                | 2009년 11월         |                      |
| 범어 두산위브 더 제니스 | 두산건설            | ㈜해피하제                               | 수성구 달구벌대로 2435             | 2009년 12월         |                      |
| 범어 SK VIEW            | 에스케이건설㈜      | 대공원아파트 주택재건축정비사업조합      | 수성구 범어로 75                   | 2009년 2월          |                      |
| 범어 우방엘리시온       | ㈜우방              |                                          | 수성구 청호로 391                  | 2005년 12월         |                      |
| 범어 월드메르디앙       | ㈜월드건설          | ㈜쎄븐산업개발                           | 수성구 범어천로 200 (웨스턴카운티) | 2008년 6월          |                      |
| 범어 월드메르디앙       | ㈜월드건설          | ㈜진성디앤씨                             | 수성구 범어천로 190 (이스턴카운티) | 2008년 4월          |                      |
| 래미안 수성             | 삼성물산㈜ 건설부문 | 삼성물산㈜ 건설부문                      | 수성구 상록로 69                   | 2008년 6월          |                      |
| 범어 1차 아이파크       | 현대산업개발        | 범어우방1차아파트 주택재건축정비사업조합 | 2024년 9월                         | 범어우방 1차 재건축 |                      |
| 범어 2차 아이파크       | 현대산업개발        | 우방범어타운2차 주택재건축정비사업조합   | 2025년 8월 (예정)                  | 범어우방 2차 재건축 |                      |
| 범어 유림노르웨이숲     | 유림종합건설㈜      | 유림종합건설㈜                           | 수성구 동대구로50길 37             | 2006년 10월         |                      |